# Marumba handelii
Marumba handelii är en fjärilsart som beskrevs av Clayton Dissinger Mell 1922. Marumba handelii ingår i släktet Marumba och familjen svärmare. Inga underarter finns listade i Catalogue of Life.